# نیژنیه کاریاودی
نیژنیه کاریاودی (انگلیسی: Nizhniye Karyavdy) یک شهرک در شهرستان چکماگوشفسکی استان باشقیرستان کشور روسیه است.